# ナミビアの砂漠
『ナミビアの砂漠』（ナミビアのさばく）は、2024年9月6日に公開された日本映画。監督は本作が本格的な長編第1作となる山中瑶子、主演は河合優実。PG12指定。
第77回カンヌ国際映画祭の監督週間で国際映画批評家連盟賞を受賞し、当時27歳の山中はこの賞を受賞した史上最年少の女性となった。第16回TAMA映画賞で河合優実が最優秀女優賞、山中瑶子が最優秀新進監督賞を受賞した。

## あらすじ
21歳のカナは、自身の将来について考えることもないまま、何事にも情熱を持てず、自分が人生になにを求めているのか知ろうとしないまま大して賃金も貰えず上がりもしない仕事をこなす日々を送っている。恋人のホンダは真っ当に働きながらホンダが家賃を負担している家でカナと同棲し、怠惰なカナの身の回りの世話を一身に引き受け、皮肉の一つも言わずにいる穏やかな人格者であった。そんな中、カナはホンダとは対照的な自信家で皮肉っぽいクリエイター、ハヤシと関係を深めていくようになり、しだいにホンダの存在が重荷になっていく。

## 影響
監督の山中が現場スタッフに共通言語として見てもらっていた映画にジャック・ドワイヨンの『ラブバトル』を挙げている。また、山中が好んで読んでいる金原ひとみの作品群からの強い影響も公言されており、山中と金原の対談が『文學界』2024年12月号に掲載された。

## キャスト
- カナ：河合優実[5]
- ハヤシ：金子大地[5]
- ホンダ：寛一郎[5]
- イチカ：新谷ゆづみ[5]
- 東高明：中島歩[5]
- 遠山ひかり：唐田えりか[5]
- 葉山依：渋谷采郁[5]
- 吉田茜：澁谷麻美[5]
- 瀬尾若菜：倉田萌衣[5]
- 三重野：伊島空[5]
- 林恒一郎：堀部圭亮[5]
- 林茉莉：渡辺真起子[5]

## スタッフ
- 脚本・監督：山中瑶子[3][5]
- 音楽：渡邊琢磨[5]
- 製作：小西啓介、崔相基、前信介、國實瑞惠[5]
- プロデューサー：小西啓介、小川真司、山田真史、鈴木徳至[3][5]
- 協力プロデューサー：後藤哲[5]
- 撮影：米倉伸[5]
- 照明：秋山恵二郎[5]
- 録音：小畑智寛[5]
- リレコーディングミキサー：野村みき[5]
- 編集：長瀬万里[5]
- 美術：小林蘭[5]
- 装飾：前田陽[5]
- スタイリスト：髙山エリ[5]
- ヘアメイク：河本花葉[5]
- 助監督：平波亘[5]
- 制作主任：宮司侑佑[5]
- 制作プロダクション：ブリッジヘッド、コギトワークス[3]
- 企画製作・配給：ハピネットファントム・スタジオ[3]
- 製作：『ナミビアの砂漠』製作委員会（ハピネットファントム・スタジオ、カルチュア・エンタテインメント、鈍牛倶楽部、グラスゴー15）[3]

## 受賞
- 第77回カンヌ国際映画祭 監督週間 国際映画批評家連盟賞[7]
- 第16回TAMA映画祭[8]
  - 最優秀新進監督賞（山中瑶子）
  - 最優秀女優賞（河合優実）
- 第12回バルセロナ・アジア映画祭（カタルーニャ語版） スペシャル・メンション受賞[11]
- 第16回バンコク世界映画祭（英語版） コンペティション部門 最優秀作品賞（ロータスアワード）[12]
- 第67回ブルーリボン賞[13]
  - 主演女優賞（河合優実）
- 第98回キネマ旬報ベスト・テン[14]
  - 主演女優賞（河合優実）

- 芸術選奨新人賞[15]
  - 映画部門（河合優実）
  - 大衆芸能部門（渡邊琢磨）